# Thymus arsenijevii
{{#ifeq:0|0|{{#if:|{{#if:Thymusarsenijevii|[[]}}|}}}}
Thymus arsenijevii — вид рослин родини глухокропивові (Lamiaceae), ендемік Росії.

## Опис
Стеблового листя 4–6 пар листки широко яйцюваті, чітко черешкові, 4–11 мм завдовжки, в нижній третині війчасті, волосаті. Суцвіття головчасте; чашечка дзвінчата, бузкова; віночок дрібний.

## Поширення
Ендемік Росія (Примор'я).